# Millbrook, Illinois
Millbrook är en ort (village) i Kendall County i Illinois. Vid 2010 års folkräkning hade Millbrook 335 invånare.